# Derde
Derde of onbetrokken partij is een buitenstaander bij een rechtsverhouding tussen twee of meer partijen. Soms duidt het ook op een extern persoon of instantie die diensten of service aanlevert die niet door het eigen personeel uitgevoerd (kunnen) worden.

## Gebruik
- Diensten van derden, dit zijn diensten die niet door het eigen personeel zijn uitgevoerd, maar door een extern bedrijf. Typische voorbeelden zijn diensten van transportbedrijven, adviesbureaus of schoonmaakbedrijven
- Uitzending door derden, uitzendingen op een publieke omroep door levensbeschouwelijke of drukkingsgroepen